# ジョージ・リード (アメリカの政治家)
ジョージ・リード（George Read、1733年9月18日-1798年9月21日）は、アメリカ合衆国デラウェア州ニューキャッスル郡ニューキャッスル市出身の弁護士および政治家である。アメリカ独立宣言の署名者であり、大陸会議と1787年のフィラデルフィアにおけるアメリカ合衆国憲法制定会議ではデラウェア邦代表、デラウェア州知事を務めた。また、連邦党員であり、デラウェア邦選出のアメリカ合衆国上院議員およびデラウェア邦最高裁長官も務めた。

## 初期の経歴と家族
リードはメリーランド州ノースイーストに近いセシル郡で1733年9月18日に生まれた。ジョン・リードとメアリー・ハウェル・リード夫妻の息子であった。父のジョンはアイルランドのダブリンで富裕なイギリス人だったが、若いときにメリーランド州に移住し、セシル郡チャールズタウンの創設者の一人となった。ジョージ・リードが子供のときに、家族がデラウェア州ニューキャッスル郡に転居し、クリスティアナ村の近くに定着した。成長すると、ペンシルベニア州ニューロンドンにあったフランシス・アリソン牧師の専門学校でトマス・マッキーンと知り合い、続いてジョン・モランドと共にフィラデルフィアで法律を学んだ。1753年にペンシルベニア州法廷弁護士として認められ、1年後に故郷に帰ってニューキャッスルで実習を始めた。
1763年、ガートルード・ロス・ティルと結婚した。ガートルードはニューキャッスルにあるイマヌエル教会の聖公会教区牧師ジョージ・ロス牧師の娘であり、やはり後のアメリカ独立宣言の署名者であるジョージ・ロスの姉妹で未亡人でもあった。二人の間には5人の子供、ジョン、ジョージ・ジュニア、ウィリアム、およびメアリーが生まれ、メアリーは後にデラウェア植民地知事になったガニング・ベドフォード・シニアと結婚した。リード家はニューキャッスルのストランドに住んだ。その家は現在デラウェア歴史協会が所有するリード・ハウス&ガーデンの庭にあった。家族全員がイマヌエル聖公会の会員であった。
1763年、植民地総督のジョン・ペンがリードをデラウェア3郡の検事総長に任命し、リードはこの職を1774年の大陸会議のために離れるまで続けた。またデラウェア植民地議会の議員を1764年/65年の会期から1775年/76年の会期まで通算12期務めた。

## アメリカ独立戦争

大陸会議にアメリカ独立宣言の草稿を提出する様子（ジョン・トランブル画『独立宣言』）

18世紀のデラウェアの政治は「コート党」と「カウンティ党」という緩やかな党派に分かれていた。多数派のコート党（王党派）は一般に米国聖公会員であり、ケント郡とサセックス郡で強く、植民地の領主政府と協力してイギリスの政府との和解に賛成していた。リードはその妻のために何人かの奴隷を所有していた。奴隷は家族と同じ家に住み、リードは最小の賃金を払っていた。少数派のカウンティ党（独立派）は大半がアルスター・スコッツであり、ニューキャッスル郡に多く、直ぐにでもイギリスからの独立を主張する者達であった。リードはコート党政治家の典型例であり、他の人と同じようにその指導者でもあった。よってシーザー・ロドニーやその友人で隣人であるトマス・マッキーンとは反対の立場に立った。
それ故にデラウェアの多くの人々と同様にリードはイギリスとの食い違いを正して和解する側に与していた。印紙法などイギリスの議会が採る手段に反対し、イギリスからの輸入品不買と威厳ある抗議を支持したが、即座に独立を求めるという選択肢には躊躇っていた。それにも拘わらず、1764年からデラウェア通信委員会を指導し、1774年から1777年の第一次および第二次大陸会議には、より急進的なトマス・マッキーンやシーザー・ロドニーと共に代議員に選ばれた。リードは会議を欠席がちであったが、1776年7月2日、会議がアメリカの独立を決議したとき、リードは反対票を投じて多くの者を驚かせた。このことでデラウェアの代議員は独立に賛成するためには行き詰まってしまい、シーザー・ロドニーがフィラデルフィアから夜通し馬で駆け付ける必要が生じた。しかし、独立宣言が採択された後では、リードはそれに署名し、その良心に逆らう側に与することになった。

## デラウェア邦政府
独立宣言を予測した下流3郡のデラウェア植民地議会は1776年6月15日にイギリス政府からの訣別を宣言していた。独立宣言が実際に採択されると、新しいデラウェア邦のための憲法を起草する憲法制定会議代議員の選挙を行った。リードもその代議員に選ばれ議長となり、トマス・マッキーンが起草し1776年デラウェア邦憲法となる決議案の成立に導いた。
リードはデラウェア邦議会の最初の議会委員会委員に選出され、1776年/77年と1777年/78年の2会期で議長に選ばれた。ジョン・マッキンリー知事がイギリス軍の捕虜になったとき、リードはフィラデルフィアでの大陸会議に出ており、家に帰る途中であやうく捕まりそうになった後で、1777年10月20日デラウェア邦知事となり、1778年3月31日まで務めた。これらの期間、イギリス軍がフィラデルフィアを占領し、デラウェア川一帯を支配していた。リードは兵士を追加募集してフィラデルフィアやデラウェア川上の船からの攻撃から邦を守ろうとしたがほとんど空しく終わった。1777年/78年のデラウェア邦議会は安全のためにドーバーに移して行わざるを得なくなり、またサセックス郡では投票時の混乱のために選挙結果が否定されその議員が出席することはなかった。
リードの後はシーザー・ロドニーが知事に選ばれて交替し、リードは1778年/79年の会期は邦上院議員を務めた。健康を害して1期休んだ後で、1780年/81年と1781年/82年の会期は邦下院議員に選ばれた。1782年/83年の会期は議会委員会委員に復帰し、1787年/88年会期まで2期務めた。1782年、海洋法裁判の控訴裁判所判事に指名された。
| 1777年/78年 | デラウェア邦議会第2期 |  | 党派なし | ジョージ・リード |  | 党派なし | サミュエル・ウエスト |

## アメリカ合衆国憲法制定会議
リードは1786年に再び国政に参加した。アナポリスで開催された会議にデラウェア邦代表として出席した。この会議に代表を送った邦が少なかったので、翌年フィラデルフィアで開催するより広範な会議を招集する報告書を作っただけだった。
1787年のフィラデルフィア憲法制定会議でリードはデラウェア邦の代議員となった。ライトとモリスの著作『憲法の兵士・政治家』には次の下りがある。
これらの権利が確保されると、リードはデラウェア邦での憲法批准を先導し、その努力の甲斐もあってデラウェア邦は最初に憲法を批准した邦となった。

## アメリカ合衆国上院議員
アメリカ合衆国憲法の採択に続いて、デラウェア州議会はアメリカ合衆国上院の2議席の1つにリードを選出した。その任期は1789年3月4日に始まり、1791年にも再選され、1793年9月18日で辞任した。ジョージ・ワシントン大統領の最初の任期中、アメリカ合衆国議会第1会期と第2会期では多数派の連邦党に与した。上院議員として、州債務の肩代わり、国立銀行の設立、および消費税の賦課を支持した。デラウェア州最高裁長官への指名を受け入れた時に上院議員を辞め、最高裁長官は死ぬまで続けた。
リードの上院辞任は合衆国議会第3会期の最初のセッション前だったが、ヘンリー・ラティマーが選ばれて後任となったのはその会期の終わる4週間前の1795年2月7日だった。この結果デラウェア州の合衆国上院における2議席のうち1つは1793年9月18日から1795年2月7日まで空席だった。

## 死および遺産
リードはニューキャッスルで1798年9月21日に死に、イマヌエル聖公会教会墓地に埋葬された。
ウィリアム・T・リードはその著書『人生と文書』の中でジョージ・リードのことを「背が高く、ほっそりとしていて優雅な体型であり、人に喜びを与える顔つきと輝きのある茶色の目をしていた。彼の行動には威厳があり、厳格さに縁取られていたが、礼儀正しく時には魅了した。法律の豊富な知識、健全な判断および公平な判断からばかりではなく、彼の個性の厳格な高潔さや純粋さからも全体的な自信を作っていた。」と表現した。しかし、フィラデルフィア憲法制定会議に出席した仲間は、「彼の法律に拘わる能力は大変大きいと言われているが、彼の弁舌の力は最後の段階まで疲れさせうんざりさせるものだった。彼の声は弱く発音が悪かったので、ほとんど誰も聞き続けることができなかった。」と言った。ジョン・マンローのような歴史家は一般に、リードはデラウェアの政界で傑出した存在であり、新しい邦に一貫した頼れる指導力を直接あるいは間接に発揮したと認めた。
ニューキャッスルのストランドには彼の息子ジョージ・リード2世が建てた家がある。現在はデラウェア歴史協会が所有しており、改修して一般公開している。ニューキャッスルにはリードの名前を付けた学校があり、デラウェア大学にはリードの名前を付けた寮がある。

## 年譜
選挙は10月1日に行われた。デラウェア議会議員は10月20日以降のウィークデイに就任した。下院議員の任期は1年間であった。1776年以後、上院が創設され任期は3年だった。議会が選ぶ大陸会議代表の任期は1年、知事の任期は3年だった。やはり議会が選ぶアメリカ合衆国上院議員は3月4日に就任し6年間の任期があった。しかし、リードの最初の任期はローテーションのために2年間だった。
| Public Offices       | Public Offices             | Public Offices   | Public Offices | Public Offices | Public Offices | Public Offices             | Public Offices |
| 役職                 | 種類                       | 場所             | 選出           | 就任           | 離任           | 備考                       |                |
| -------------------- | -------------------------- | ---------------- | -------------- | -------------- | -------------- | -------------------------- | -------------- |
| 検事総長             | 司法官                     | ニューキャッスル |                | 1763年10月20日 | 1764年10月20日 |                            |                |
| デラウェア植民地議会 | 議員                       | ニューキャッスル | 1764年         | 1764年10月20日 | 1765年10月20日 |                            |                |
| デラウェア植民地議会 | 議員                       | ニューキャッスル | 1765年         | 1765年10月21日 | 1766年10月20日 |                            |                |
| デラウェア植民地議会 | 議員                       | ニューキャッスル | 1766年         | 1766年10月20日 | 1767年10月20日 |                            |                |
| デラウェア植民地議会 | 議員                       | ニューキャッスル | 1767年         | 1767年10月20日 | 1768年10月20日 |                            |                |
| デラウェア植民地議会 | 議員                       | ニューキャッスル | 1768年         | 1768年10月20日 | 1769年10月20日 |                            |                |
| デラウェア植民地議会 | 議員                       | ニューキャッスル | 1769年         | 1769年10月20日 | 1770年10月20日 |                            |                |
| デラウェア植民地議会 | 議員                       | ニューキャッスル | 1770年         | 1770年10月20日 | 1771年10月21日 |                            |                |
| デラウェア植民地議会 | 議員                       | ニューキャッスル | 1771年         | 1771年10月21日 | 1772年10月20日 |                            |                |
| デラウェア植民地議会 | 議員                       | ニューキャッスル | 1772年         | 1772年10月20日 | 1773年10月20日 |                            |                |
| デラウェア植民地議会 | 議員                       | ニューキャッスル | 1773年         | 1773年10月20日 | 1774年10月20日 |                            |                |
| 大陸会議代表         | 議員                       | フィラデルフィア | 1774年8月20日  | 1774年9月5日   | 1774年10月26日 |                            |                |
| デラウェア植民地議会 | 議員                       | ニューキャッスル | 1774年         | 1774年10月20日 | 1775年10月20日 |                            |                |
| 大陸会議代表         | 議員                       | フィラデルフィア | 1775年3月16日  | 1775年5月10日  | 1775年10月21日 |                            |                |
| デラウェア植民地議会 | 議員                       | ニューキャッスル | 1775年         | 1775年10月20日 | 1776年6月15日  |                            |                |
| 大陸会議代表         | 議員                       | フィラデルフィア | 1775年10月21日 | 1775年10月21日 | 1776年11月7日  |                            |                |
| 代議員               | デラウェア邦憲法制定会議   | ニューキャッスル |                | 1776年8月27日  | 1776年9月21日  | デラウェア邦憲法制定会議   |                |
| デラウェア邦上院     | 議員                       | ドーバー         | 1776年         | 1776年10月28日 | 1779年10月20日 | 議長                       |                |
| 大陸会議代表         | 議員                       | フィラデルフィア | 1776年11月7日  | 1776年11月7日  | 1777年12月17日 | [ 4 ]                      |                |
| デラウェア邦知事     | 行政官                     | ドーバー         |                | 1777年10月20日 | 1778年3月31日  | 代行                       |                |
| デラウェア邦議会     | 議員                       | ドーバー         | 1780年         | 1780年10月20日 | 1781年10月20日 |                            |                |
| デラウェア邦議会     | 議員                       | ドーバー         | 1781年         | 1781年10月20日 | 1782年10月20日 |                            |                |
| デラウェア邦上院     | 議員                       | ドーバー         | 1782年         | 1782年10月20日 | 1785年10月20日 |                            |                |
| デラウェア邦上院     | 議員                       | ドーバー         | 1785年         | 1785年10月20日 | 1788年10月20日 |                            |                |
| 代議員               | アメリカ合衆国憲法制定会議 | フィラデルフィア |                | 1787年5月14日  | 1787年9月17日  | アメリカ合衆国憲法制定会議 |                |
| アメリカ合衆国上院   | 議員                       | ニューヨーク     |                | 1789年3月4日   | 1791年3月3日   |                            |                |
| アメリカ合衆国上院   | 議員                       | フィラデルフィア |                | 1791年3月4日   | 1793年9月18日  | 辞任                       |                |
| デラウェア邦最高裁   | 司法官                     | ドーバー         |                | 1793年9月30日  | 1798年9月21日  | デラウェア邦最高裁         |                |

| デラウェア邦議会 | デラウェア邦議会 | デラウェア邦議会 | デラウェア邦議会 | デラウェア邦議会         | デラウェア邦議会 | デラウェア邦議会   |
| 年               | 会期             | 議会             | 多数派           | 知事                     | 委員会           | 選挙区             |
| ---------------- | ---------------- | ---------------- | ---------------- | ------------------------ | ---------------- | ------------------ |
| 1776年/77年      | 第1期            | デラウェア邦上院 | 党派なし         | ジョン・マッキンリー     | 議長             | ニューキャッスル郡 |
| 1777年/78年      | 第2期            | デラウェア邦上院 | 党派なし         | シーザー・ロドニー       | 議長             | ニューキャッスル郡 |
| 1778年/79年      | 第3期            | デラウェア邦上院 | 党派なし         | シーザー・ロドニー       |                  | ニューキャッスル郡 |
| 1780年/81年      | 第5期            | デラウェア邦下院 | 党派なし         | シーザー・ロドニー       |                  | ニューキャッスル郡 |
| 1781年/82年      | 第6期            | デラウェア邦下院 | 党派なし         | ジョン・ディキンソン     |                  | ニューキャッスル郡 |
| 1782年/83年      | 第7期            | デラウェア邦上院 | 党派なし         | ニコラス・ヴァン・ダイク |                  | ニューキャッスル郡 |
| 1783年/84年      | 第8期            | デラウェア邦上院 | 党派なし         | ニコラス・ヴァン・ダイク |                  | ニューキャッスル郡 |
| 1784年/85年      | 第9期            | デラウェア邦上院 | 党派なし         | ニコラス・ヴァン・ダイク |                  | ニューキャッスル郡 |
| 1785年/86年      | 第10期           | デラウェア邦上院 | 党派なし         | ニコラス・ヴァン・ダイク |                  | ニューキャッスル郡 |
| 1786年/87年      | 第11期           | デラウェア邦上院 | 党派なし         | トマス・コリンズ         |                  | ニューキャッスル郡 |
| 1787年/88年      | 第12期           | デラウェア邦上院 | 党派なし         | トマス・コリンズ         |                  | ニューキャッスル郡 |

| アメリカ合衆国議会 | アメリカ合衆国議会 | アメリカ合衆国議会 | アメリカ合衆国議会 | アメリカ合衆国議会   | アメリカ合衆国議会 | アメリカ合衆国議会 |
| 年                 | 会期               | 院                 | 多数派             | 大統領               | 委員会             | クラス             |
| ------------------ | ------------------ | ------------------ | ------------------ | -------------------- | ------------------ | ------------------ |
| 1789年-1991年      | 第1期              | アメリカ合衆国上院 | 連邦党             | ジョージ・ワシントン |                    | 1                  |
| 1791年-1793年      | 第2期              | アメリカ合衆国上院 | 連邦党             | ジョージ・ワシントン |                    | 1                  |
| 1793年-1975年      | 第3期              | アメリカ合衆国上院 | 連邦党             | ジョージ・ワシントン |                    | 1                  |